# Sauromastax luteola
Sauromastax luteola is een rechtvleugelig insect uit de familie Euschmidtiidae. De wetenschappelijke naam van deze soort is voor het eerst geldig gepubliceerd in 1965 door Descamps & Wintrebert.